# NGC 444
NGC 444 é uma galáxia espiral (Scd) localizada na direcção da constelação de Pisces. Possui uma declinação de +31° 04' 50" e uma ascensão recta de 1 horas, 15 minutos e 49,6 segundos.
A galáxia NGC 444 foi descoberta em 26 de Outubro de 1854 por William Parsons.